# Cristian Cásseres
Cristian Alfonso Cásseres Caseres (Caracas, 29 giugno 1977) è un ex calciatore venezuelano, di ruolo attaccante.

## Carriera

### Club
Ha giocato nel campionato messicano di calcio per anni, prima di tornare in Venezuela in varie occasioni.

### Nazionale
Con la nazionale di calcio venezuelana gioca dal 1999, disputando tre edizioni della Copa América.